# Alekseye-Tenguinskaya
Alekseye-Tenguinskaya (del ruso: Алексее-Тенгинская) es una stanitsa del raión de Tbilískaya del krai de Krasnodar, en Rusia. Está situada en las tierras bajas de Kubán-Azov, en la orilla derecha del río Sredni Zelenchuk, afluente por la izquierda del Kubán, 17 km al sur de Tbilískaya y 96 km al este de Krasnodar, la capital del krai. Tenía 1 235 habitantes en 2010.
Es cabeza del municipio rural Alekseye-Tenguinskoye, al que pertenecen asimismo Verjni, Prichtovi y Sredni.

## Historia
Fue fundada como jútor Alekseyevski (Tenguinski) en 1904. Recibió el estatus de stanitsa y su nombre actual no más tarde de 1955.